# آوزیاز مارک
آوزیاز مارک (کاتالونیایی: Ausiàs March؛ تلفظ والنسیایی: [awziˈaz ˈmaɾk]]; ۱۴۰۰ – ۱۴۵۹) شاعر، نویسنده، و شوالیه قرون وسطیایی اهل پادشاهی والنسیا بود.